# Mohavea
Mohavea é um género botânico pertencente à família Plantaginaceae. Tradicionalmente este gênero era classificado na família das    Scrophulariaceae.

## Espécies
- Mohavea breviflora
- Mohavea confertiflora
- Mohavea viscida